# ديفيد إل. ويبستر
ديفيد إل. ويبستر (بالإنجليزية: David L. Webster) هو فيزيائي نظري وفيزيائي أمريكي، ولد في 6 نوفمبر 1888 في بوسطن في الولايات المتحدة، وتوفي في 17 ديسمبر 1976 في بالو ألتو في الولايات المتحدة.